# Inhalationstoxikologie
Inhalationstoxikologie ist ein Fachgebiet der Toxikologie, das sich mit den Auswirkungen von Substanzen beschäftigt, die durch die Atemwege (per Inhalation) in den Körper gelangen. Dabei werden die toxischen Effekte von gasförmigen, aerosolisierten oder staubförmigen Stoffen untersucht, die beim Einatmen in die Lunge gelangen können. Ziel der Inhalationstoxikologie ist es, die gesundheitlichen Risiken zu bewerten, die durch das Einatmen von bestimmten chemischen Verbindungen, Schadstoffen oder anderen gefährlichen Stoffen entstehen können.